# 히어로 (2009년 드라마)
《히어로》는 2009년 11월 18일부터 2010년 1월 14일까지 방영된 MBC 수목 미니시리즈로, 삼류 신문기자 진도혁(이준기 분)이 거대언론사와 맞서 싸우면서 정체성을 찾는 이야기를 다루었다.
한편, 윤소이가 분한 주재인 역은 당초 김민정이 낙점됐지만 어깨부상 때문에 하차했다.

## 개요
정의가 통하는 사회를 만들겠다는 의욕 밖에 없는 젊은이들의 고군분투기를 통해 맨몸으로 세상과 부딪하는데 따뜻한 응원의 메시지를 보내고자 한 드라마이다.

## 등장 인물

### 주요 인물
- 이준기 : 진도혁 역 (아역 서영주)
- 윤소이 : 주재인 역 (아역 김서윤)
- 백윤식 : 조용덕 역
- 엄기준 : 강해성 역 (아역 김우석)

### 진도혁 관련 인물
- 장영남 : 진도희 역
- 김향기 : 진솔 역
- 엄지성 : 진정 역
- 명로진 : 진도혁의 아버지 역

### 주재인 관련 인물
- 이혜숙 : 명희 역

### 조용덕 관련 인물
- 윤승아 : 조유리 역
- 주진모 : 공칠성 역

### 강해성 관련 인물
- 최정우 : 최일두 역
- 신주아 : 최호경 역
- 김미경 : 김복순 역
- 이동형 : 박상훈 역

### 강산경찰서 사람들
- 이한위 : 나경만 역
- 김익 : 오중일 역
- 최범호 : 장흥기 역
- 한수진 : 강소희 역

### 용덕일보 기자
- 정석용 : 차만수 역
- 정수영 : 나가연 역
- 지창욱 : 박준형 역
- 진성 : 고은식 역
- 조경훈 : 봉상철 역

### 그 외 인물
- 최수린 : P마담 역
- 서승만 : 먼데이사장 역
- 박팔영 : 박상원 역
- 한창현 : 박광기 역

### 특별출연
- 카라

## 수상
- 2009 MBC 연기대상 남자 네티즌 인기상 이준기

## 이모저모

### 명로진의 배우 은퇴작
- 명로진은 해당 드라마를 마지막으로 24년간의 배우 생활 은퇴를 선언하고 작가 전향하였다.

## 동시간대 드라마
- KBS 수목 미니시리즈

《아이리스》 (2009년 10월 14일 ~ 2009년 12월 17일)
《추노》 (2010년 1월 6일 ~ 2010년 3월 25일)
- SBS 수목 미니시리즈

《미남이시네요》 (2009년 10월 7일 ~ 2009년 11월 26일)
《크리스마스에 눈이 올까요》 (2009년 12월 2일 ~ 2010년 1월 28일)